# Оберройте
Оберройте (нім. Oberreute) — громада в Німеччині, знаходиться в землі Баварія. Підпорядковується адміністративному округу Швабія. Входить до складу району Ліндау. Складова частина об'єднання громад Штіфенгофен.
Площа — 13,49 км2. Населення становить 1653 ос. (станом на 31 грудня 2020).

## Галерея

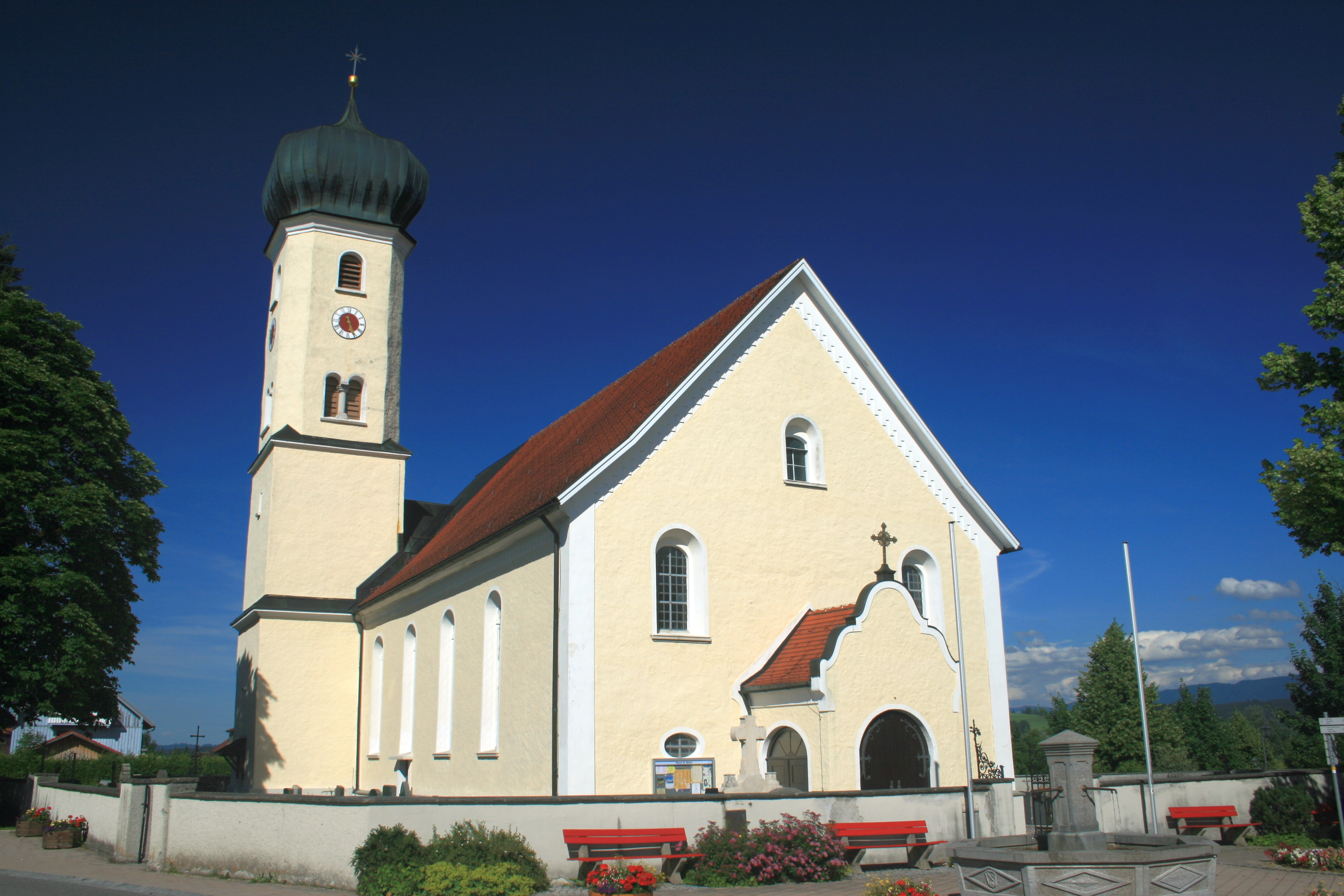
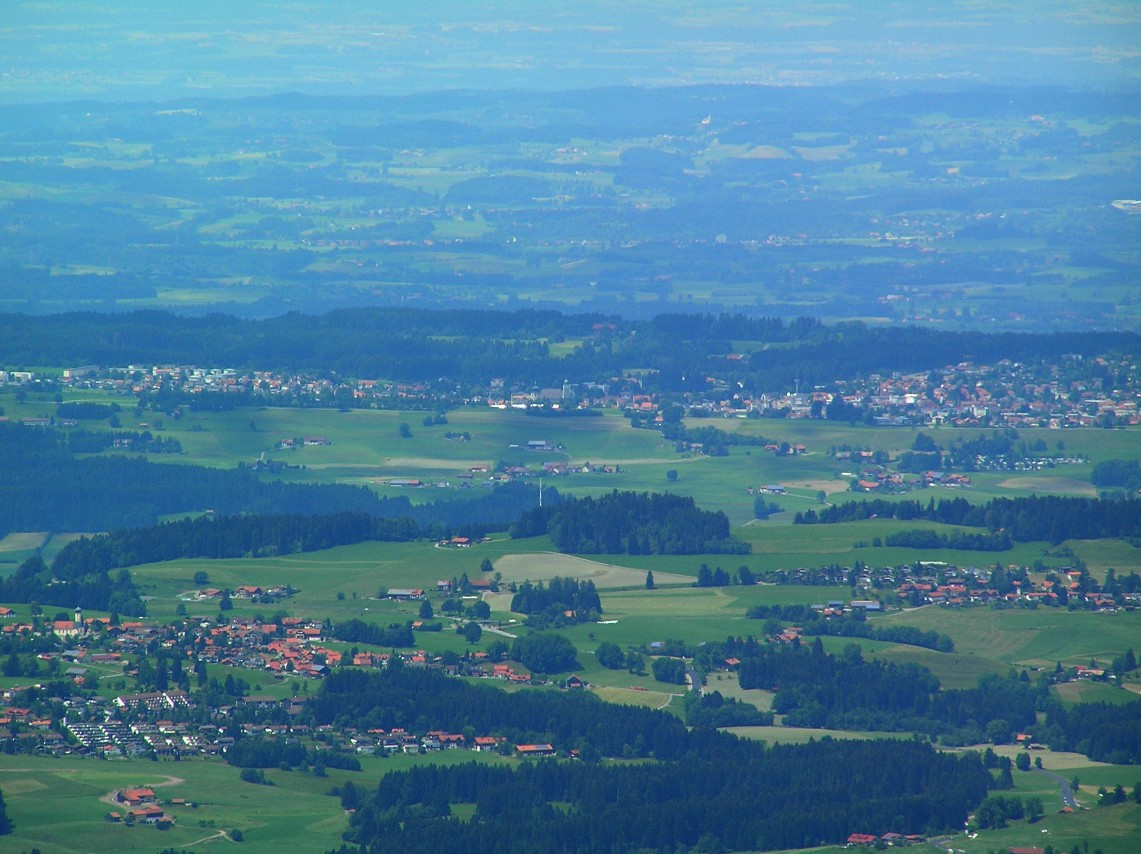